# گومروو (شهرستان کوشنارنکوفسکی، باشقیرستان)
گومروو (انگلیسی: Gumerovo, Kushnarenkovsky District, Republic of Bashkortostan) یک شهرک در شهرستان کوشنارنکوفسکی جمهوری باشقیرستان در کشور روسیه است.